# 6. Arrondissement (Lyon)
Das 6. Arrondissement ist eines der neun Arrondissements von Lyon (Stadtbezirk).
Das Arrondissement liegt im Nordosten des Stadtgebiets von Lyon. Es wird im Westen von der Rhone begrenzt. Im Norden grenzt es an Caluire-et-Cuire, im Osten an Villeurbanne, im Süden ans 3. Arrondissement, im Südwesten ans 2. und im Westen ans 1. und 4. Arrondissement.

## Geschichte
Das 6. Arrondissement wurde am 17. Juli 1867 gebildet und hatte in etwa die Begrenzung von heute. Die Existenz als städtisches Gebiet beginnt aber erst 1772 mit dem Projekt des Stadtarchitekten Jean-Antoine Morand de Jouffrey. Die unflexible Vorgabe des Rasterplans bestimmt noch immer die städtische Gestalt und macht sie einzigartig im Gesamtbild von Lyon.

## Geografie
Das 6. Arrondissement bedeckt eine Fläche von 3,77 km².

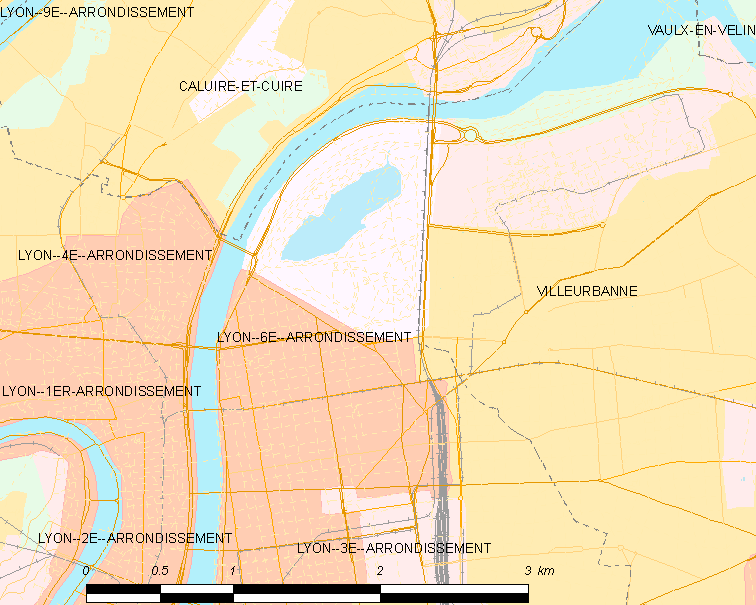
Karte des Arrondissements

### Viertel
Es besteht aus folgenden Stadtvierteln (französisch Quartiers):
- Les Brotteaux
- Cité Internationale
- Vitton-Thiers
- Bellecombe
- Foch
- Masséna

### Bauwerke
- Gare de Lyon-Brotteaux, in ihm befindet sich heute eine der fünf Brauereien von Paul Bocuse (« l'Est ») und eine Verkaufshalle.
- Die Konstruktionen in der Cité internationale
- Église de la Rédemption
- Église Saint-Pothin
- Kirche St-Joseph des Brotteaux
- Kirche St-Nom-de-Jésus
- Kirche Notre-Dame-de-Bellecombe
- Sühnekapelle Sainte-Croix

### Weitere Einrichtungen
- Centre de congrès de Lyon mit dem großen Theatersaal, la Salle 3000
- Interpol
- Lycée du Parc
- Lycée Édouard-Herriot
- Hôtel du Gouverneur militaire
- Die meisten ausländischen Konsulate in Lyon befinden sich im 6. Arrondissement.
- Casino de Lyon
- Collège Bellecombe
- Collège Vendôme

### Straßen, Plätze, Grünflächen
- Parc de la Tête d’Or
- Place de l’Europe
- Cours Vitton
- Boulevard des Belges
- Rue Garibaldi
- Avenue Foch
- Place du Maréchal-Lyautey, ehemaliger Platz Morand
- Quai Charles De Gaulle
- Pont Morand, eine der 17 Rhonebrücken über die Rhône
- Cours Lafayette
- cours Franklin Roosevelt

## Demografie
| Jahr      | 1999   | 2005   | 2006   | 2009   | 2011   | 2012   |
| --------- | ------ | ------ | ------ | ------ | ------ | ------ |
| Einwohner | 48.167 | 49.700 | 49.965 | 49.137 | 48.794 | 49.479 |

Im Jahr 2013 betrug die Bevölkerungsdichte 13.359 Einw./km². Wenn man die Fläche des Parc de la Tête d’Or (mit 117 Ha etwa 1/3 der Gesamtfläche) herausnimmt, ergibt sich eine Bevölkerungsdichte von 19.371 Einw./km².

## Besonderheiten
Das 6. Arrondissement wird oft als das „angesagteste“ von Lyon bezeichnet. Entlang der breiten Avenuen (Boulevard des Belges, Rue Duquesne, Avenue Foch, Cours Franklin Roosevelt) und rund um die Plätze (Place du Maréchal Lyautey, Place d'Helvétie, Place Edgar-Quinet, Place Jules-Ferry…) stehen großartige Häuser und Stadtvillen. Diejenigen, die am Boulevard des Belges stehen, haben freie Sicht auf den Park de la Tête d’Or.
Es ist natürlich auch ein Einkaufszentrum, vor allem rund um den Cours Franklin Roosevelt.

### Verkehrsanbindung
- Métro Lyon A, Stationen: Foch, Masséna
- Métro Lyon B, Station: Brotteaux
- Straßenbahn Lyon, Linie 1

## Weitere Hinweise
- Seite des 6. Arrondissement